# Chibabava (Distrikt)
Chibabava ist ein Distrikt der Provinz Sofala in Mosambik mit Verwaltungssitz in der Stadt Chibabava. Sein Gebiet grenzt im Norden und Westen an die Provinz Manica, im Süden an den Distrikt Machanga und im Osten an den Distrikt Buzi.

## Geographie
Die Hauptflüsse des Distriktes sind die Flüsse Buzí, Revué und Lucito.
Der Osten des Landes ist wegen seiner Nähe zur Küste tropisch feucht. Das Landesinnere ist tropisch halbtrocken bis trocken, mit einer durchschnittlichen Niederschlagsmenge von 500 bis 800 Millimeter pro Jahr.

## Bevölkerung
| Wie in den meisten Distrikten in Mosambik ist die Bevölkerung sehr jung, in Chibabava sind 49 Prozent der Einwohner unter 15 Jahre alt. Auffallend für diesen Distrikt ist die ungleiche Verteilung der Geschlechter. Im Jahr 2009 waren 56,2 Prozent der Bevölkerung weiblich, dieser Anteil hat bis 2014 auf 54,2 Prozent abgenommen. Der Anteil der Analphabeten im Distrikt liegt über dem Durchschnitt der Provinz Sofala. Überdurchschnittlich betroffen sind ältere Frauen. So sind über 90 Prozent der Frauen über dreißig Jahre Analphabeten. | Die zur Anzeige dieser Grafik verwendete Erweiterung wurde dauerhaft deaktiviert. Wir arbeiten aktuell daran, diese und weitere betroffene Grafiken auf ein neues Format umzustellen. (Mehr dazu) Geschlechterverteilung der Bevölkerung des Distrikts Chibabava |

## Einrichtungen und Dienstleistungen
In Distrikt befinden sich (Stand 2013) 99 Grundschulen (Primárias) und fünf weiterführende Schulen (Secundárias). Von den Grundschulen sind 80 öffentlich und 19 privat geführt, von den weiterführenden Schulen ist nur eine öffentlich, vier sind Privatschulen.
In Chibabava gibt es elf Gesundheitszentren und eine Ambulanz.

## Verwaltungsgliederung
Der Distrikt Chibabava ist in drei Verwaltungsposten (postos administrativos) gegliedert:
| Verwaltungsposten | Einwohner (Stand 2005) | Einwohner (Stand 2005) | Einwohner (Stand 2005) | Einwohner (Stand 2005) | Einwohner (Stand 2005) |
| ----------------- | ---------------------- | ---------------------- | ---------------------- | ---------------------- | ---------------------- |
| (Alter in Jahren) | 0 – 4                  | 5 – 14                 | 15 – 44                | 45 – 64                | über 64                |
| Chibabava         | 2.693                  | 3.398                  | 5.789                  | 1.435                  | 427                    |
| Goonda            | 4.147                  | 5.564                  | 9.579                  | 2.345                  | 937                    |
| Muxúngue          | 10.980                 | 12.660                 | 22.939                 | 5.811                  | 1.980                  |

## Wirtschaft und Infrastruktur
Im Jahr 2007 hatten nur 0,3 Prozent der Bevölkerung Zugang zu elektrischer Energie (12 Prozent in der Provinz Sofala). Nur sechs Prozent bekamen das Trinkwasser aus einem Brunnen, 44 Prozent aus einem Fluss oder einem Teich.

### Landwirtschaft
Im Jahr 2010 gab es 20.000 landwirtschaftliche Betriebe mit durchschnittlich 2,5 Hektar Land. Die meisten Anbauflächen gab es (Stand 2003) für Mais (5.500 Hektar), Hirse (5.000 Hektar) und Gemüse (3.000 Hektar). Die höchsten Erträge ergaben Gemüse (5.900 Tonnen), Mais (2.200 Tonnen), Hirse (1.900 Tonnen) und Maniok (1.800 Tonnen).

### Verkehr
Die Nationalstraße EN 1 durchquert den Distrikt Chibabava von Süden nach Norden. Insgesamt hat das Straßennetz eine Länge von 435 km.

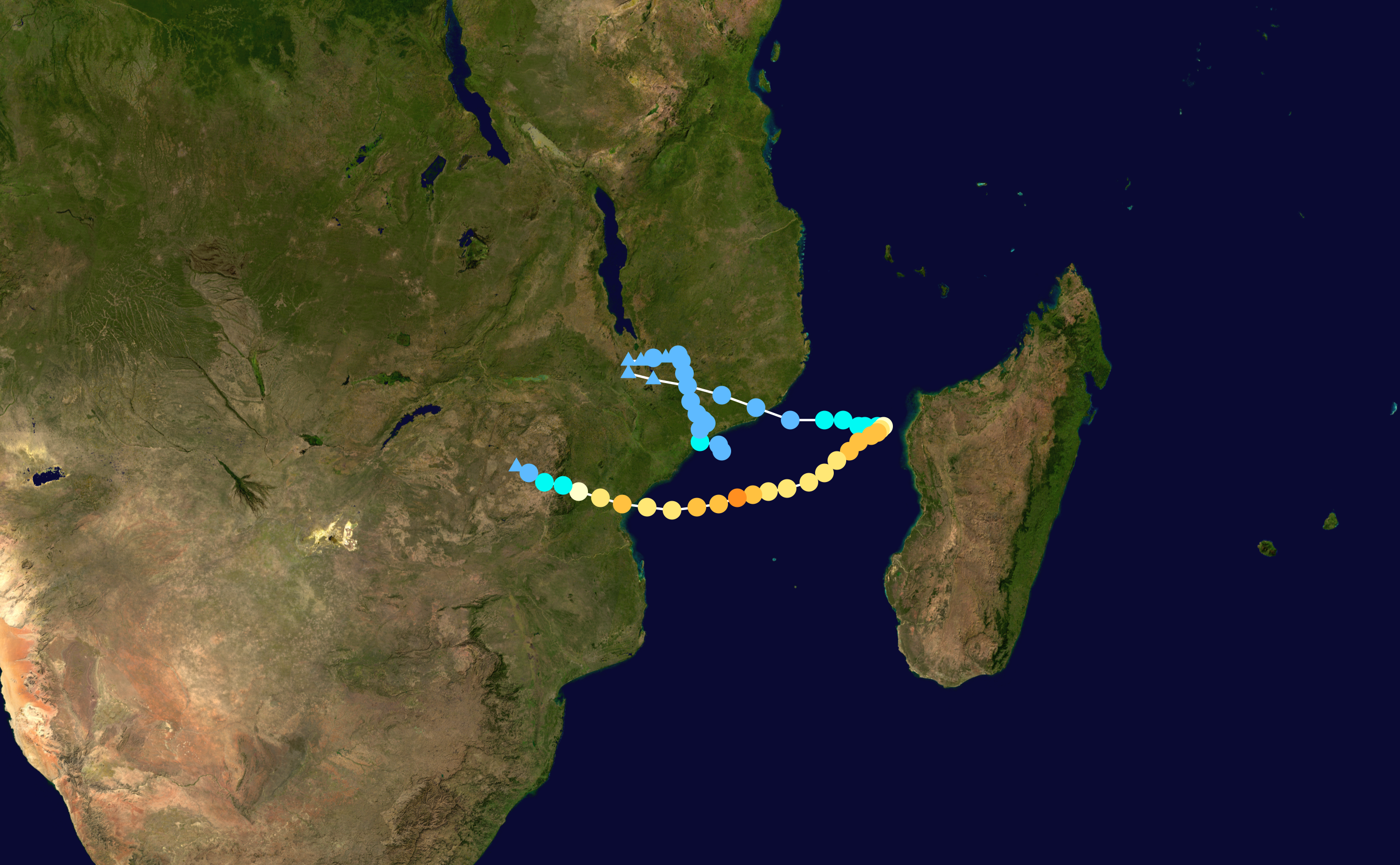
Spur des Wirbelsturms Idai

## Sonstiges
Chibabava war einer der Distrikte, der vom Wirbelsturm Idai Anfang März 2019 stark betroffen wurde. Von elf untersuchten Orten gab es in zehn vollständig zerstörte Gebäude. In allen Orten trat Malaria auf, in zumindest acht Orten gab es Unterernährung, akute Atemwegserkrankungen und Durchfall.